# Hohe Börde
Hohe Börde (letteralmente: "alta Börde") è un comune di 18 805 abitanti della Sassonia-Anhalt, in Germania.

Appartiene al circondario (Landkreis) della Börde (targa BK).
La frazione di Irxleben costituisce il capoluogo comunale.

## Storia
Il comune dell'Hohe Börde venne formato il 1º gennaio 2010 dall'unione dei 12 comuni di Ackendorf, Bebertal, Eichenbarleben, Groß Santersleben, Hermsdorf, Hohenwarsleben, Irxleben, Niederndodeleben, Nordgermersleben, Ochtmersleben, Schackensleben e Wellen, il 1º settembre del 2010 vi vennero incorporati anche i comuni di Bornstedt e Rottmersleben.